# Агишбатой

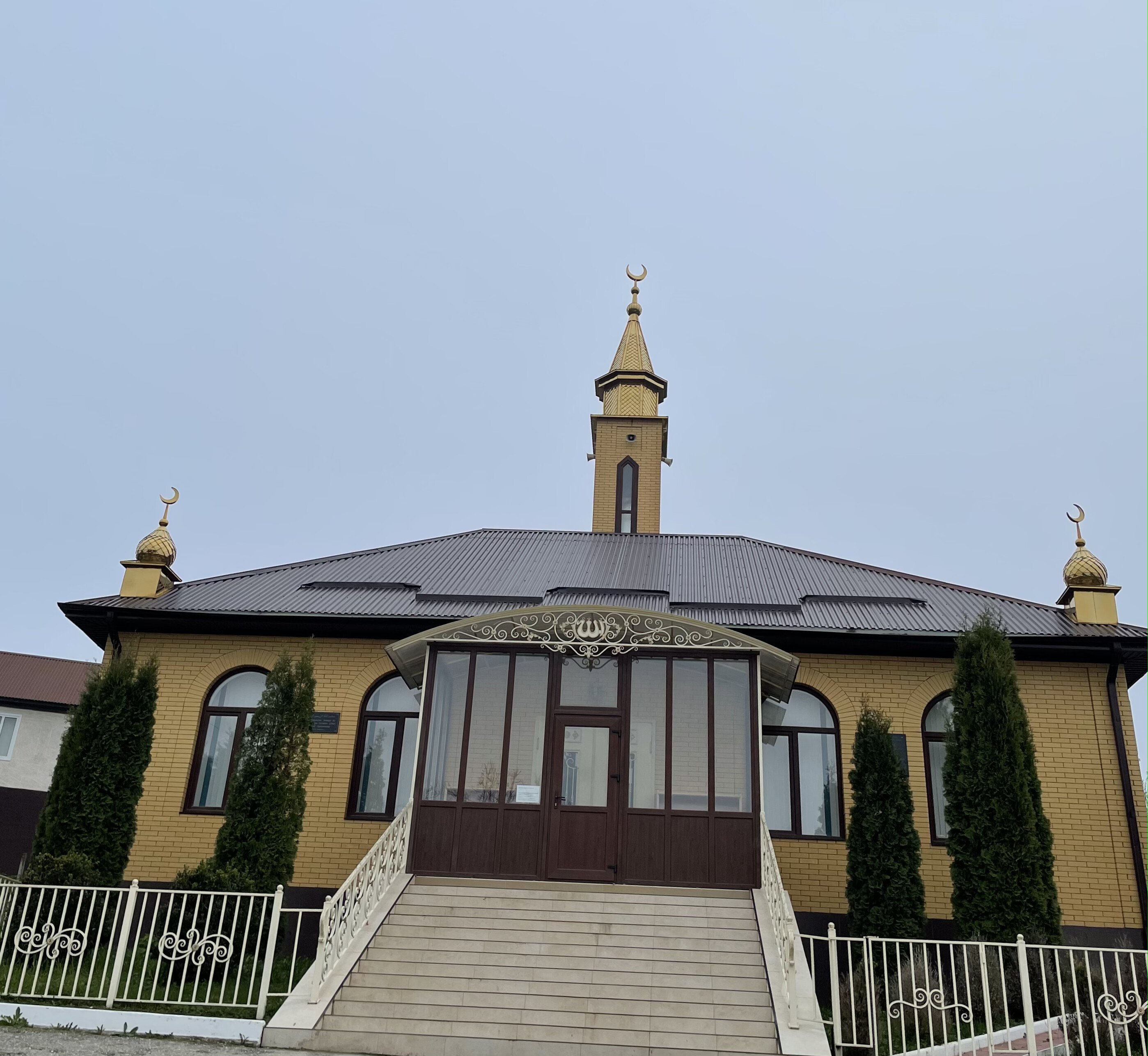
Рузба мечеть в Агишбатое

Агишбатой (чечен. Эгӏашбета) — село в Веденском районе Чеченской Республики. Административный центр Агишбатойского сельского поселения.

## География
Расположено на правом берегу реки Булк, в 15 км к северу от районного центра Ведено.
Ближайшие населённые пункты: на юге — Ведено, на юго-западе — Октябрьское, на юго-востоке — Эрсеной, на северо-востоке — Курчали и Меседой, на севере — Гуни, на северо-западе — Хаджи-Юрт (Первомайское) и Ца-Ведено.

## История
В основу этнонима, согласно народной этимологии, легли собственные имена двух братьев Эгаш и Бета, которые переселились из горного чеченского общества Цеси.
В период с 1944 по 1958 года, после депортации чеченцев и ингушей и ликвидации Чечено-Ингушской АССР, село носило название Хушет и входило в состав Веденского района ДАССР.

## Население
| 1990 | 2002 | 2010 | 2012 | 2013 | 2014 | 2015 |
| ---- | ---- | ---- | ---- | ---- | ---- | ---- |
| 517  | ↘502 | ↗686 | ↗697 | ↗700 | ↗707 | ↘703 |
| 2016 | 2017 | 2018 | 2019 | 2020 | 2021 | 2023 |
| ↗725 | ↗754 | ↗774 | ↗790 | ↗800 | ↗911 | ↗924 |
| 2024 |      |      |      |      |      |      |
| ↗949 |      |      |      |      |      |      |